# 约翰·莫顿 (篮球运动员)
小约翰·莫顿（英語：John Morton Jr.，1967年5月18日—），美国NBA联盟前职业篮球运动员。他在1989年的NBA选秀中第1轮第25顺位被克里夫兰骑士选中。